# Zeigarnikeffekt
Zeigarnikeffekt kallas det psykologiska fenomen som innebär att man har lättare att minnas oavslutade uppgifter än avslutade. Fenomenet är uppkallat efter upptäckaren Bluma Zeigarnik (1901-1988), som beskrev fenomenet 1927.